# Katif
Katif  (arabsko ,القطيف‎, Al-Qaṭīf) je governorat in mesto v Vzhodni provinci (arabsko  الشرقية‎, ash-Sharqiyyah) Saudove Arabije. Razteza se od Ras Tanure in Džubajla na severu do Damama na jugu in od Perzijskega zaliva na vzhodu do Mednarodnega letališča kralja Fahda na zahodu. V regiji je poleg mesta Katif še nekaj manjših mest in naselij. 
Katif je eno od najstarejših naselij v vzhodni Arabiji, saj se je  njegova zgodovina začela okoli leta 3500 pr. n. št.. Pred odkritjem nafte  so se prebivalci ukvarjali predvsem s trgovanjem, kmetijstvom in ribištvom. Po odkritju nafte in ustanovitvi industrijskega mesta Džubail so zaposleni predvsem v naftni industriji, javnih službah, izobraževanji in zdravstvu.

## Zgodovina
Katif je bil več stoletij najpomembnejše trgovsko pristanišče arabskih držav v Perzijskem zalivu. Naziv Qatif izhaja iz besede, ki pomeni »žetev« ali »žito« in kaže, da ima njegovo zaledje poljedelsko zgodovino. Arheološki dokazi kažejo, da so bile oaze v njegovi okolici naseljene že okoli leta 3500 pr. n. št..  
V preteklosti je imel tudi druga imena, med njimi Al Hat (الخَطّ), »kopje«, ker je bila znan po izdelovalcih kopij in sabelj. Po več vplivnih lokalnih družinah se je imenoval tudi Al Hati. Do 18. stoletja, ko je regija pripadla Osmanskemu cesarstvu, je z Al Haso in Bahrajnskimi otoki spadala v zgodovinsko provinco Bahrajn (točneje Bahrân). 
Leta  899 so regijo skupaj z oazama Katif in Al Hasa zasedli Karmati. Razglasili so neodvisnost in vladali iz Al Muminije pri sedanjem Hofurju do leta 1071. Leta 988 do jih napadli Bujidi iz sosednje Perzije. Od leta 1071 do 1253 so najprej iz Al Hase in kasneje iz Katifa vladali Ujunidi. Leta 1253 so oblast prevzeli Usfuridi iz Al Hase. Približno takrat je Katif postal njihova prestolnica in glavno trgovsko pristanišče za svoje zaledje in prevzel primat sosednjemu Ukairju. Leta 1331 ga je obiskal maroški svetovni potnik Ibn Batuta. Opisal ga je kot »veliko in cvetoče mesto naseljeno z arabskimi plemeni, ki so ekstremno šiitska«. Leta 1440 so na oblast prišli Džabridi iz oaze Al Hasa. Leta 1515 so Hormuz zasedli Portugalci, leta 1520 oplenili Katif in ubili džabridskega vladarja Bukrina Ibn Zamila. Portugalci so osvojili tudi otok Bahrajn in ostali tam naslednjih osemdeset let. Leta 1524 je oblast v Katifu prevzel vladar Basre, dokler niso leta 1540 cele regije zasedli osmanski Turki in zgradili trdnjavi v Katifu in Ukairju.  Portugalcev z otoka Bahrajn jim ni uspelo pregnati. Leta 1680 je šibko turško garnizijo v Hofufu premagal Al Humajd iz družine Halid. Po bitki pri Gurajmilu južno od Katifa leta 1790 so morali vladajoči Halidi prepustiti oblast Prvi arabski državi – Dirijskemu emiratu. Leta 1818 je bil emirat v osmansko-saudski vojni uničen. Oblast je prevzel poveljnik večinoma egiptovske vojske Ibrahim Paša in zasedel Hofuf, vendar se je že naslednje leto umaknil na obalo. Na oblast so ponovno prišli Halidi, ki so morali leta 1830 prepustiti oblast Drugi saudski državi. Slednja je prevzela oblast v celi regiji. Leta 1871 so regijo ponovno zasedli Turki in jo obdržali do leta 1913, ko jih pregnal Ibn Saud in vzpostavil svojo oblast v celi Vzhodni provinci.

## Demografija
Regija Katif je največja koncentracija šiitskega islama v Saudovi Arabiji; manj kot 10 % Katifa je sunitskih muslimanov. Od leta 2005 je vlada omilila omejitve javnega obeleževanja dneva ašure.
Od leta 2009 je bilo skupno prebivalstvo Katifa 474.573. Ima eno najnižjih števila nesavdskih prebivalcev v kraljestvu (samo 59.808).

## Gospodarstvo
Saudi Aramco (savdska nacionalna naftna družba) je oktobra 2004 zaključila razvoj projekta Katif, ki je obsegal objekte za proizvodnjo, predelavo in transport 80.000 kubičnih metrov na dan (500.000 bbl/d) mešanice arabske lahke surove nafte iz polja Katif in 48.000 m³/d (300.000 bbl/d) arabske srednje surove nafte iz obalnega polja Abu Sa'fah (skupaj 130.000 m³/d (800.000 bbl/d)), plus 10 milijonov kubičnih metrov na dan (370×106 cu ft) /d) povezanega plina.
Ljudje Katifi bodo verjetno delali v naftni industriji (Saudi Aramco, Schlumberger, Halliburton in Baker Hughes). Nekateri zaposleni so se preselili v Dhahran, kjer s ta podjetja, vendar večina še vedno prebiva v Katifu in gredo v Dhahran z avtomobili ali avtobusi družbe Saudi Aramco v približno 50 minutah vožnje. Drugi delajo v rafinerijah Aramco v Ras Tanuri. in drugi delajo v petrokemičnih podjetjih v Jubailu (80 km od Katifa), nekateri gredo vsak dan, nekateri pa so se preselili v Džubail. SABIC je največji delodajalec v Katifu, vendar nekateri prebivalci delajo tudi v drugih naftnih, petrokemičnih in inženirskih podjetjih v Dhahranu, Hobarju, Damamu, Ras Tanuri ali Džubailu. Nekateri delajo v javnih službah, zdravstvu in izobraževanju.
Obala Katifa je bogata s kozicami in številnimi vrstami rib. Ribja tržnica je največja na Bližnjem vzhodu. Znano je, da imajo vasi Katif veliko datljevih palm in drugega sadja.
8. marca 2020 je Saudova Arabija zaprla Katif do 29. aprila 2020 zaradi primerov COVID-19.

## Turizem
- Katif je znan po svojih tradicionalnih tržnicah (suk), kot sta tedenska četrtkova tržnica Suk Alhames in Suk Vakif.
- Esplanada ob obali
- Grad Tarout na otoku Tarout
- Qal'at al-Katif; ruševine starega gradu
- Kopel Abu Loza, stara turška kopel
- Znan je tudi po ogromnih kmetijskih površinah, ki so bogate z različnimi vrstami vegetacije in palmami.
- Katif je znan tudi po svoji stari zgodovinski dediščini, na katero so skozi stoletja vplivale različne civilizacije, ki so tu živele. To se odraža v arhitekturi njegovih starih stavb, ki ležijo na območjih  starih vasi (Al-Avamija, Al-Kudai, Al Kala'a itd.).
- Različni festivali skozi vse leto, vključno s festivali Aldouhala, Eid itd.